# Ирменгарда Мэнская
Ирменгарда (Эрембурга) Мэнская (фр. Erembourg du Maine; 1091 — 14/15 января или 12 октября 1126) — графиня Мэна с 1110 по 1126 год, дама де Шато-дю-Луар с 1110 до 1126 год, графиня Анжуйская с 1110 до 1126 год.
Дочь Эли I, графа Мэна (с 1093 и его 1-й жены Матильды (ок. 1055 — ок. 1099), дамы де Шато дю Луар. Внучка Жана де Божанси, сеньора де Ла Флеш и Паулы, дочери Герберта I, графа Мэна (по отцу) и Жерве, сеньора де Шато-дю-Луар (по матери).
Унаследовала графство Мэн после смерти отца в 1110 году.
11 июля 1110 года вышла замуж за одного из крупнейших сеньоров Северной Франции Фулька V, 17-го графа Анжуйского и графа Туреня, сына Фулька IV Ле Решен
и принесла ему в приданое графство Мэн, которое с тех пор постоянно закрепилось за Анжу.
От этого брака родились:
- Жоффруа V Плантагенет, Граф Анжу
- Элия II, Граф Мэна
- Изабелла (Матильда) де Гатине (ум. 1154), жена Вильгельма Аделина, сына и наследника Генриха I, короля Англии.
- Сибилла Анжуйская (ок. 1112/1116 — 1165), графиня Фландрии, жена: в 1-м браке: Вильгельма Клитона и во 2-м браке: Тьерри Эльзасского.

После её смерти Фульк V оставил свои земли их сыну Жоффруа и отправился в Крестовый поход на Святую Землю.